# Güpfi
Güpfi är en bergstopp i Schweiz.   Den ligger i kantonen Obwalden, i den centrala delen av landet, 60 km öster om huvudstaden Bern. Toppen på Güpfi är 2 043 meter över havet, eller 391 meter över den omgivande terrängen. Bredden vid basen är 3,1 km.
Terrängen runt Güpfi är huvudsakligen bergig, men norrut är den kuperad. Närmaste större samhälle är Giswil, 4,3 km norr om Güpfi. 
Trakten runt Güpfi består i huvudsak av gräsmarker. Runt Güpfi är det glesbefolkat, med 17 invånare per kvadratkilometer.